# أبيو
أبيو مجموعة فرنسية متخصصة في معدات رياضية.